# غيليرمو سافيدرا
غييرمو سافيدرا تابيا (بالإسبانية: Guillermo Saavedra)‏ (5 نوفمبر 1903 في رانكاغوا – 12 مايو 1957) لاعب كرة قدم تشيلي راحل كان يجيد اللعب في خط الوسط .
كان يطلق عليه لقب مونومينتو ولعب طوال مسيرته الرياضية في نادي سانتياغو واندررز ثم كولوكولو . شارك مع منتخب تشيلي في بطولة كأس العالم 1930 في الأوروغواي .

## وصلات خارجية
- غيليرمو سافيدرا على موقع الاتحاد الدولي (مؤرشف)  (الإنجليزية)
- غيليرمو سافيدرا على موقع قاعدة بيانات كرة القدم.إي يو (الإنجليزية)
- غيليرمو سافيدرا على موقع ناشيونال فوتبول تيمز (الإنجليزية)
- غيليرمو سافيدرا على موقع Soccerway.com (الإنجليزية)
- غيليرمو سافيدرا على موقع عالم كرة القدم.نت (الإنجليزية)
- غيليرمو سافيدرا على موقع أوليمبيديا (الإنجليزية)

- هذا السيرة الذاتية